# ポルティナーリ祭壇画
『ポルティナーリ祭壇画』（ポルティナーリさいだんが、伊: Trittico Portinari、英: Portinari Altarpiece）は、初期フランドル派の巨匠フーゴー・ファン・デル・グースが1477-1478年ごろ、板上に油彩で制作した三連祭壇画で、トンマーゾ・ポルティナーリ) によって委嘱された。

## 概要
ポルティナーリ祭壇画は、「羊飼いの礼拝」を主題としており、画面は人物像と宗教的な象徴で満たされている。中央パネルは縦253センチ、横304センチ、左右両翼パネルはそれぞれ縦253センチ、横141センチという大型の作品であるが、画家の作品中最大のそのサイズはポルティナーリの希望による。本作は、15世紀後半のすべてのフランドル絵画の中で最も研究されている作品であるといわれており、同時に画期的な代表的作品である。現在、イタリアのフィレンツェにあるウフィツィ美術館に所蔵されている。

## 歴史

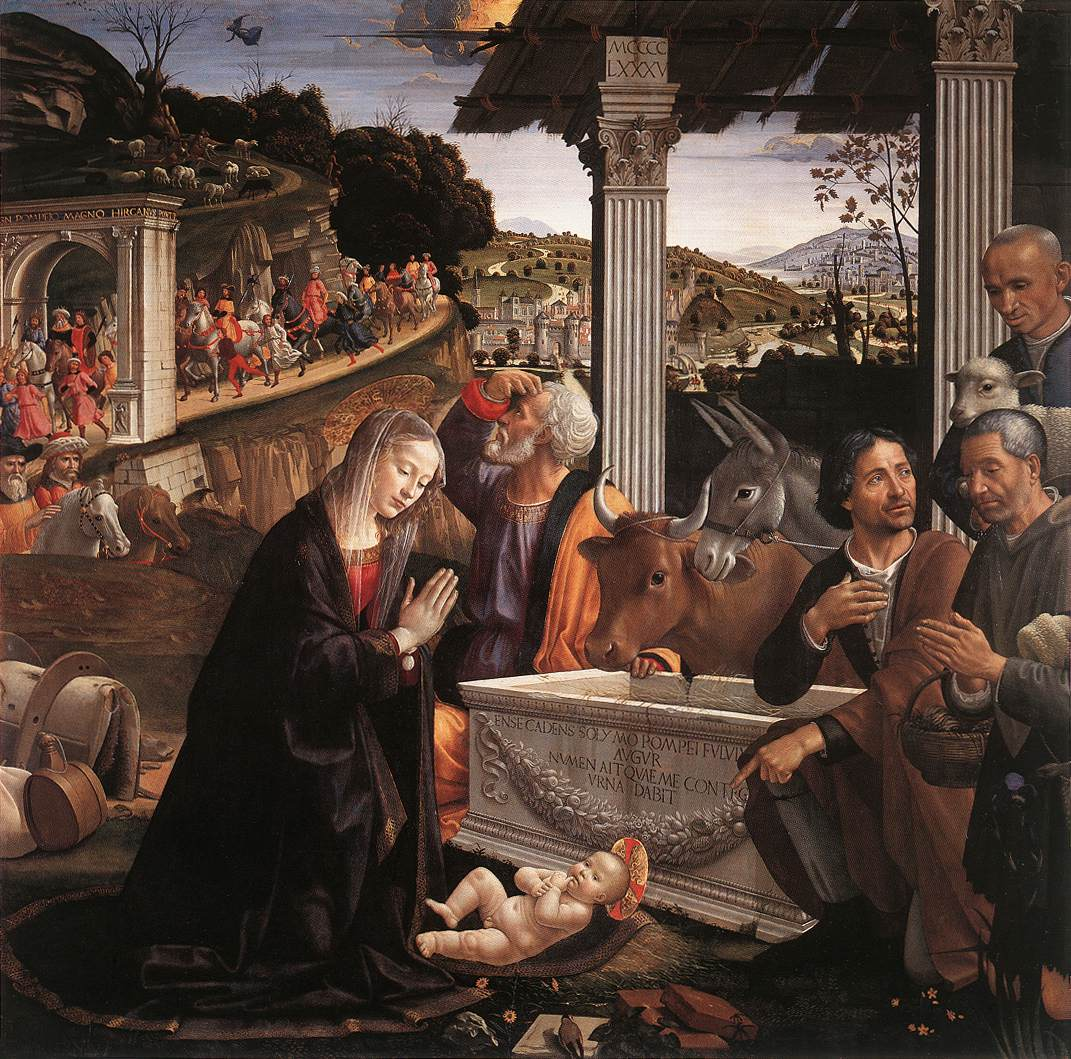
ドメニコ・ギルランダイオ『羊飼いの礼拝』 (1483-1485年) サセッティ礼拝堂 (サンタ・トリニタ教会)

本作は、フィレンツェで最大の病院の1つであるサンタ・マリア・ヌオーヴァ病院 内のサン・テジディオ教会 のために、病院の設立者の子孫であった銀行家トンマーゾ・ポルティナーリにより委嘱された。本作は、ポルティナーリが1483年に船に積んでフィレンツェにもたらされ、ポルティナーリ家の礼拝堂の主祭壇に置かれた。周囲にはドメニコ・ヴェネツィアーノ、ピエロ・デラ・フランチェスカ、アンドレア・デル・カスターニョ、アレッソ・バルドヴィネッティのフレスコ画があった (現在、フレスコ画は失われている)。
ポルティナーリは、メディチ家の銀行の代表として40年以上ブルッヘに居住した人物である。ポルティナーリ自身も2人の息子、アントニオ (1474年生まれ)、ピジェッロ (1473年生まれ) とともに左翼パネルに描かれている。彼の妻マリア・ディ・フランチェスコ・バロンチェッリは夫妻の娘マルガリータ (1471年生まれ) とともに右翼パネルに表されている。ポルティナーリの子供たちの生年により、作品の完成は1479年ごろと推測される。
ピジェッロを除く全員が彼らの守護聖人に付き添われている。聖トマス (トンマーゾ)、鐘を持つ聖アントニウス (アントニオ)、香油の壺を持つマグダラのマリア (マリア)、本と龍とともに表されている聖マルガリータ (マルガリータ) である。ポルティナーリとその家族は、守護聖人たちにより聖母子に紹介されている。
作品はイタリアの芸術家たちに絶賛され、多くの画家たちは作品を模倣しようとした。フィリッピーノ・リッピ、ロレンツォ・ディ・クレーディ、フランチェスコ・ボッティチーニ、そしておそらくレオナルド・ダ・ヴィンチもこの絵画から影響を受けている。中でも、影響が如実に表れているのは、フィレンツェのサンタ・トリニタ教会 内のサセッティ礼拝堂 のためにドメニコ・ギルランダイオが描いた『羊飼いの礼拝』 (1485年) である。このギルランダイオの絵画には、羊飼いたちの粗野で農民のような容貌が取り入れられている。

## 受注者

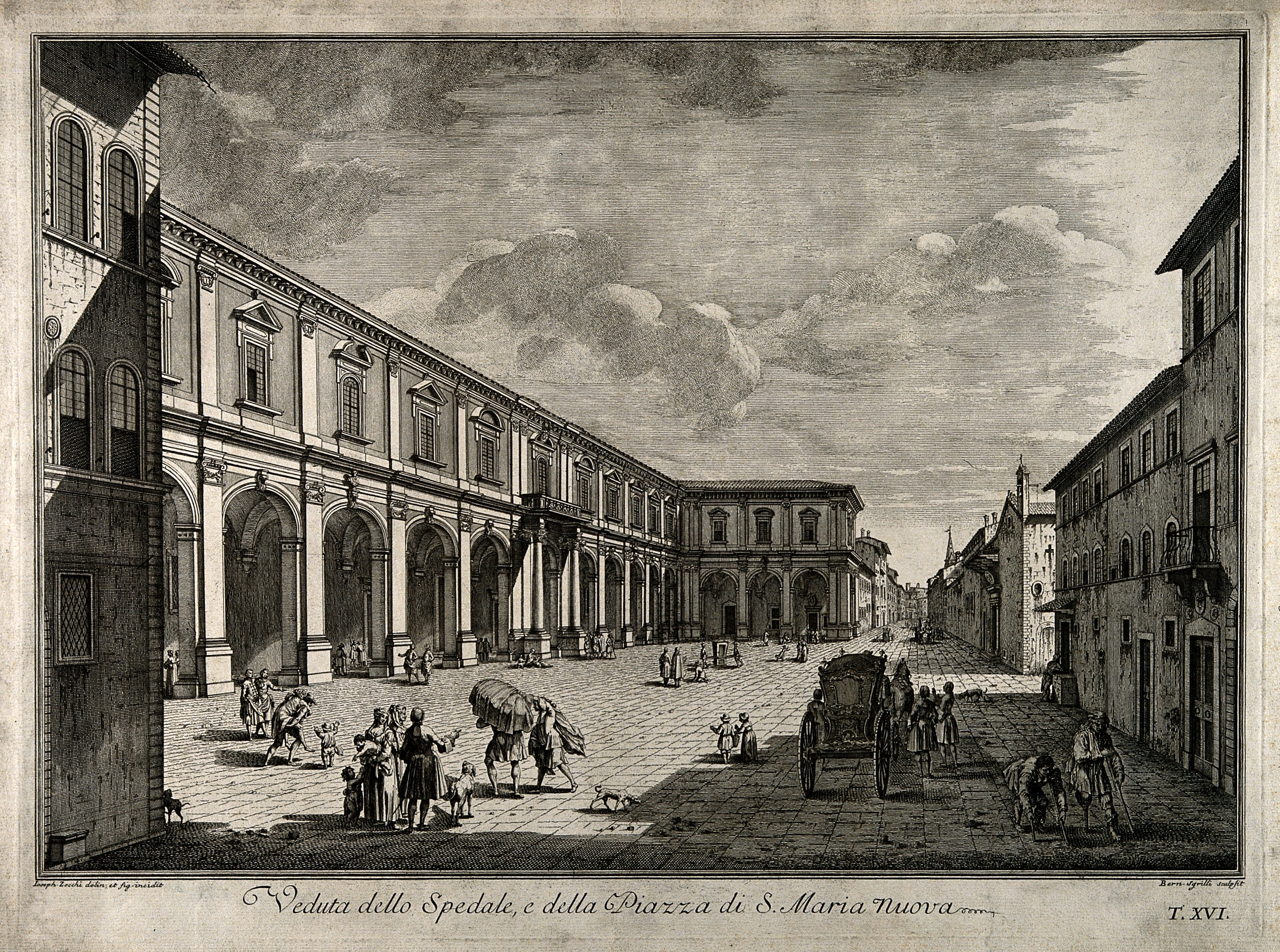
B・ウェルカム (B. Wellcome)　のエッチング。フィレンツェのサンタ・マリア・ヌオーヴァ病院。V0014713

この祭壇画の本来の設置場所であったサンタ・マリア・ヌオーヴァ病院は、フォルコ・ポルティナーリ により1285年に設立された。設立時には12の病床しかなかったが、15世紀までには約200の病床を収容するまでに拡大した。病院の名声と拡大のために、病院はフィレンツェ中だけでなく、ヨーロッパの多くの都市でよく知られるようになった。病院は慈善目的で設立されたが、後にはポルティナーリ家の財産の一部となり、家族とフォルコ以降の世代の者たちに名誉をもたらした。
『ポルティナーリ祭壇画』の委嘱の時期は、1470年ごろのトンマーゾ・ポルティナーリのキャリアの絶頂時であった。祭壇画の巨大さと画家の選択は、彼の富裕さと権力を物語っている。

## 作品

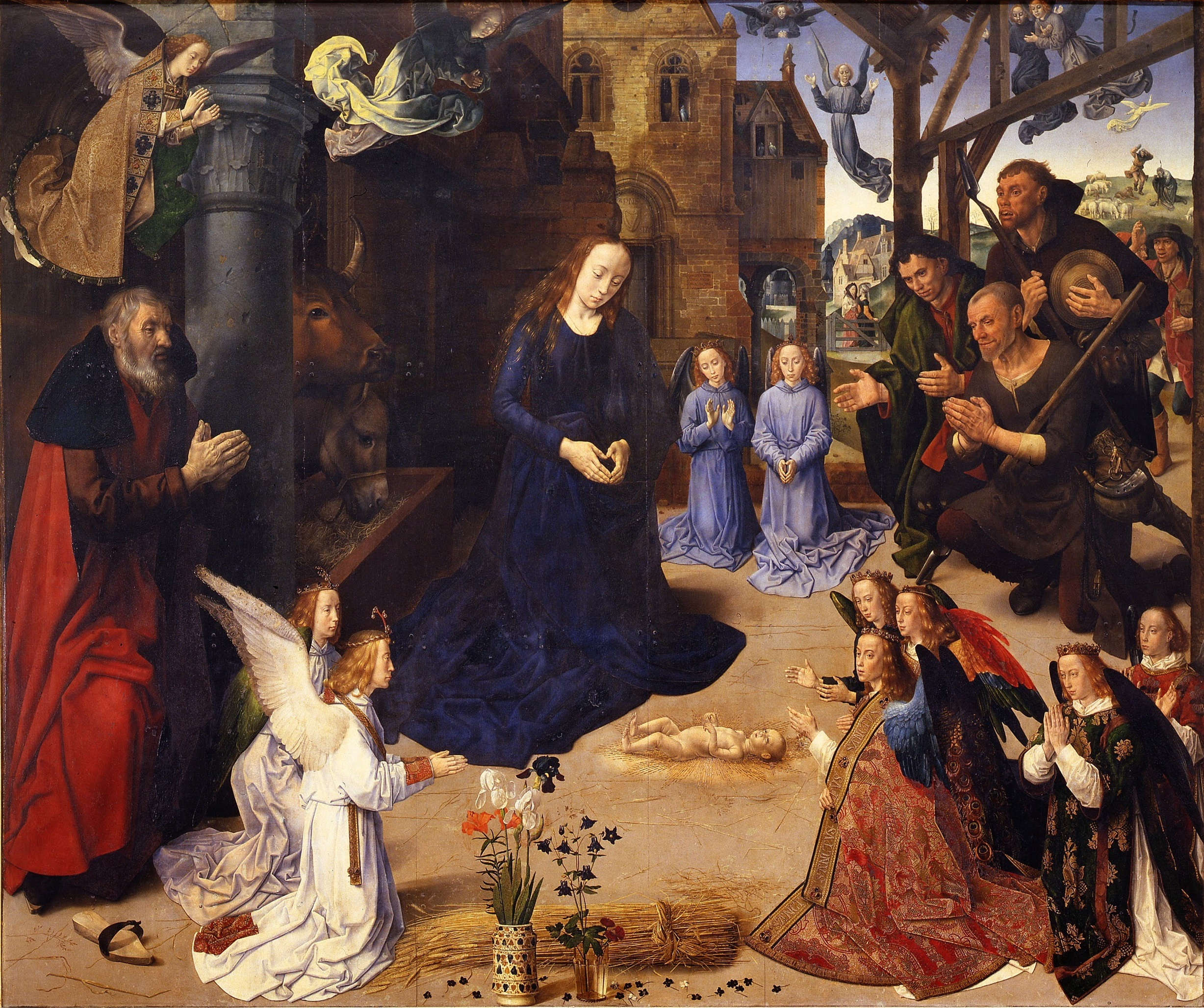
中央パネル

中央パネルには、3人の羊飼いが幼子イエス・キリストの前に跪いている。ファン・デル・グースはこれら粗野な人物たちを非常に写実的に描いている。跪く天使たちが聖母マリアとイエスを取り囲んでいるが、イエスは飼い葉桶ではなく、金色の光線の光背の中、地面に横たわっている。その周りを大きさのそれぞれ異なる礼拝者たちが円を描くように並んでいる。イエスの礼拝のこのような異例の描き方は、おそらくスウェーデンのビルギッタの幻視にもとづいている。
背景に、ファン・デル・グースは主題と関連する情景を描いている。左翼パネルにはベツレヘムへ向かう聖ヨセフと聖母マリアが、中央パネルの右側には羊飼いたちのもとにやってくる天使が、右翼パネルにはベツレヘムに向かう東方の三博士 (マギ) が描かれている。ファン・デル・グースは、同じ登場人物を1つの絵画に繰り返し描いている。左翼パネルの背景に登場する聖母マリアと聖ヨセフは中央パネルにも登場する。さらに中央パネルで、画家は最初に羊飼いたちを右側の背景の中に配置している。羊飼いたちは頭上にいる天使とともに表されているが、それは天使がイエス誕生の知らせを羊飼いたちに告知している場面である。前景の聖母マリアの反対側では、天使から告知を受けた羊飼いたちが今、イエスを礼拝している。
ほとんどの三連祭壇画は通常閉じられた状態であったので、『ポルティナーリ祭壇画』は休日や祝祭日などの特別な折以外は閉じられたままであったであろう。この祭壇画の外面には、装飾的な「受胎告知」の場面の描写がある。グリザイユで聖母マリアと大天使ガブリエルが描かれているが、これは彫刻を模した技法で、2人は浅い壁龕に配置されている。当時、ネーデルラントでは、祭壇画の外側をグリザイユで描くことは画家たちの伝統であった。この伝統は、彫刻が主な宗教芸術の媒体であった中世に由来するものである。15、16世紀においても、ドイツのようないくつかの地域では彫刻が優位なものと見なされつづけ、ファン・デル・グースの本作のような開閉式の祭壇画の中にも彫刻の描写が見られる。
受注者にとっては、絵画と彫刻を絵具で制作できる芸術家に依頼するほうが経済的であった。複数の職人ではなく、1人の芸術家のみと契約することが可能となったからである。本作の受注はファン・デル・グースと助手たちだけに任されたため、画家にもありがたいものであった。

当時、人気のあった概念は受胎告知の場面を三連祭壇画の外部に描き、祭壇画が開かれた時、内部にキリストの生涯の場面が見られるというものであったが、それはキリストの受肉が受胎告知に続くからである。

## 象徴

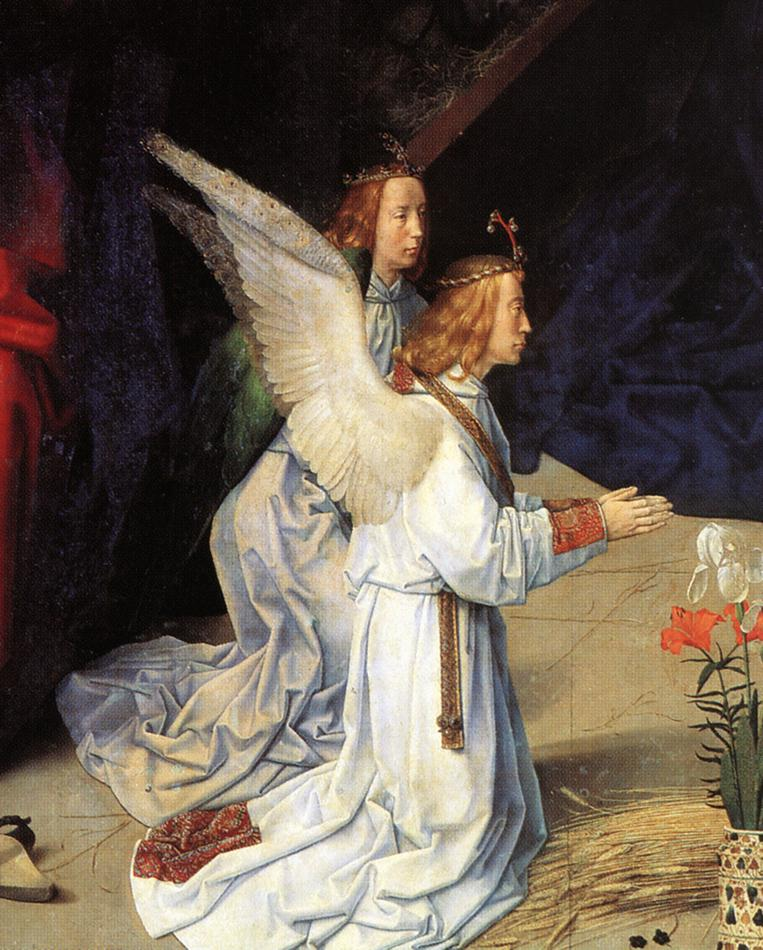
リネンのアルバを着ている天使

ファン・デル・グースの祭壇画は、15世紀のキリスト降誕図の中でも最も複雑、かつ隠された象徴をいくつか持っているとみなされている。中央パネルの中に、「降誕」と「羊飼いの礼拝」の場面が見られるが、背景の右側には羊飼いたちへの告知」の場面が見られるのである。
絵画には聖餐信仰を表す特定の象徴がある。中央パネルの天使たちは典礼用衣服を身に着けている。 それらの典礼的衣服は、最初の荘厳ミサ (Solemn High Mass) の際、助司祭が身に着ける衣服と同じものである。中央パネルの上部左側と下部右側には、最初の荘厳ミサの際、伝統的に主席司祭 が身に着ける典礼用コープ (袖なし外套) を着ている2人の天使がいる。画面下部右側に跪いている天使の右側には2人の天使がおり、彼らはダルマティカコープを着ているが、これは袖のところに切込みのある短い袖の衣服である。 ダルマティカはたいてい、荘厳ミサの折に助祭、または副助祭が身に着ける。荘厳ミサでは、すべての助祭司は衣服の下にリネンのアルバを身に着ける。画面下部左側に跪いている天使もリネンのアルバとストール (長いスカーフ) を身に着けている。その背後の天使はアルバのみを身に着けている。天使たちの典礼用衣服と、やはり中央パネルに見られる麦の束は聖餐の象徴である。
天使たちの衣服は、どんな人がこの祭壇画を見ても、この三連祭壇画が配置されたであろう祭壇で行われる聖餐式のことを思い出すように描かれている。牡牛とロバの上に天使が1人いるが、彼はほとんど影のように見える暗色の服を身に着けている。この天使はサタンの存在と脅威を表している。彼はほとんど空中におり、キリストの到来から逃げ去っているかのようで、キリストがいかに罪を消滅させるかを象徴している。このサタンを表す天使はまた、サタンがいかに誘惑、罪とともに潜んでいるかを表し、キリストの将来の犠牲を必要なものとしているのである。しかしながら、この天使が祈りの形に両手を合わせ、敬いのお辞儀をしていることは、そうした解釈に疑問を与えている。おそらく意図的に曖昧に表されているのであろう。

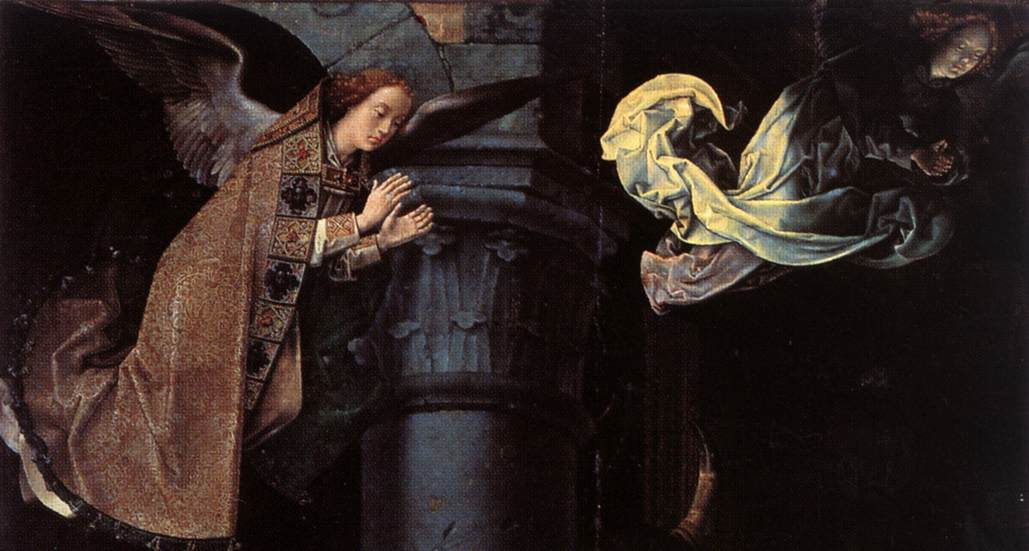
中央パネルの暗色の天使

キリストがいったん到来すると『旧約聖書』の世界が終わることを象徴する2つの建築物がある。それらは右側の小屋と左側のロマネスク建築で、ともに朽ち始めている。小屋のそばの柱は、聖母マリアが出産していた時に彼女を支えたものと考えられている。牡牛とロバもまた宗教的意義を持っている。牡牛はキリストを受容した教会を表し、その頭部はキリストを認識して上げられている。一方、ロバは頭部を下に傾けているが、それはユダヤ教のシナゴーグで礼拝する人々がキリストに対して盲目の中で暮らしていることを表している。

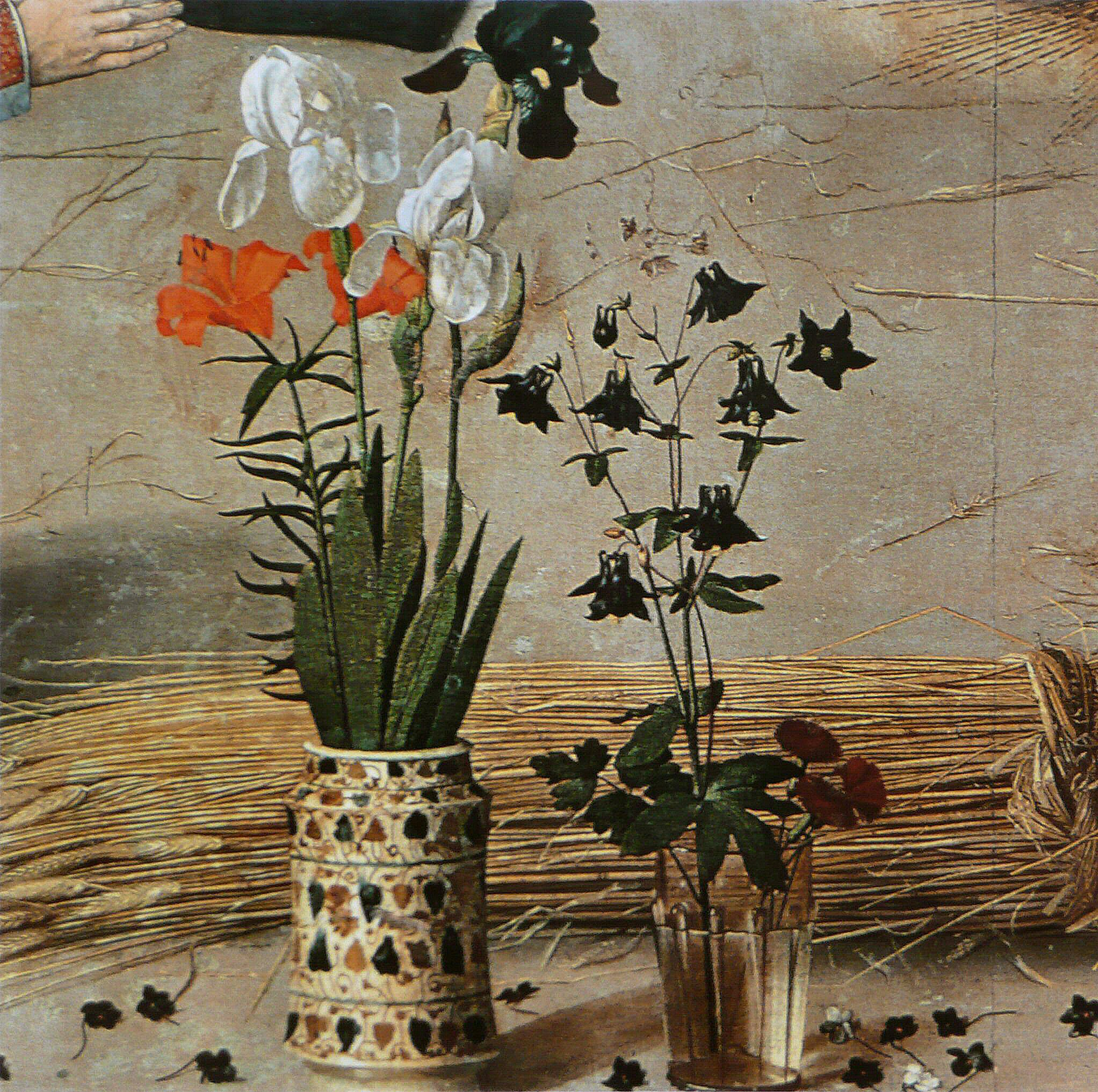
アルバレロ・ラスター彩陶器の中の花

赤い衣を身にまとっているのは、聖母マリアの夫聖ヨセフである。ヨセフの手前の、白い衣服の天使の後ろには、サンダルがある。サンダルは、聖なる場所または地面に足を踏み入れる前に靴を脱ぐことを象徴する。それゆえに、ヨセフが足を踏み入れている地面、すなわち幼子イエスが横たわっている地面は聖なる場所なのである
地面の花は特定の象徴を持っている。真紅のユリ、白と紫のアヤメは「受難」を、スミレは「謙遜」を、3つの赤いカーネーションは十字架上の3本釘を、オダマキは精霊を表している。ユリとアヤメはアルバレロ ラスター彩陶器の中に、カーネーションとオダマキはグラスの中に入っている。ラスター彩陶器の容器は薬屋の壺として使われていたことが知られ、ハーブ、スパイス、そして、ほかの治療目的で使われた有機物を貯蔵し、運ぶために使われた。上述のすべての花は薬効成分を持っている。